# フランス軍事顧問団 (1872-1880)

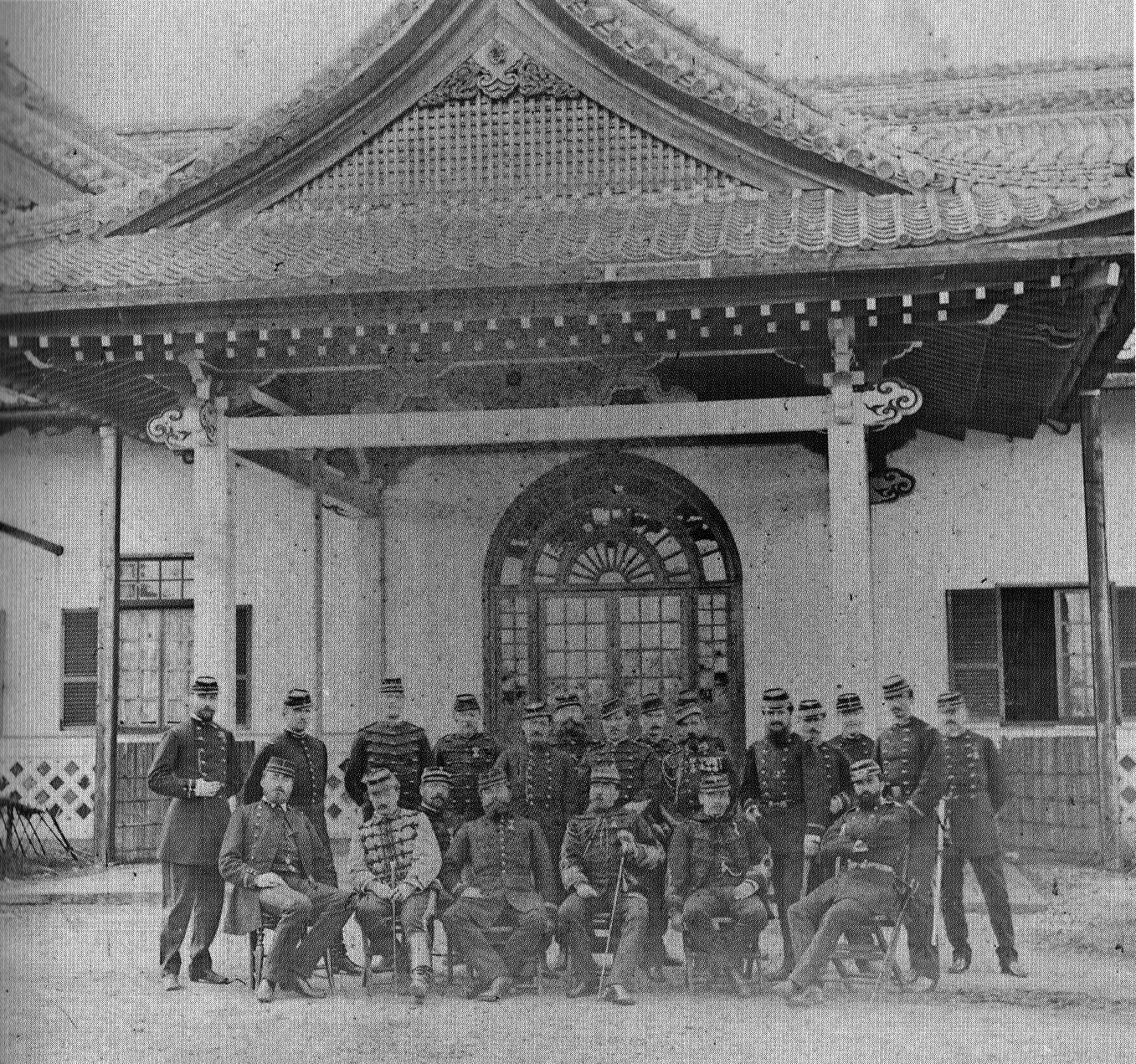
第二次フランス軍事顧問団

第二次フランス軍事顧問団（1872–1880年）は、幕末に派遣され第一次顧問団に続き、日本に派遣された軍事顧問団である。

## 前史
明治政府がフランスに軍事顧問団の派遣を要請したことはやや意外であった。フランスは1867年には幕府陸軍（明治新政府にとっては敵側にあたる）の訓練のために軍事顧問団を派遣しており、さらに1871年の普仏戦争の敗北によりその名声にやや陰りがでていたためである。
とは言うものの、フランスからの指導を受けることは、日本にとって依然として魅力があった。1873年にフランスを訪れた岩倉使節団の長である岩倉具視は次のように述べている：
「われわれは戦争がフランスに課した不幸を存じておりますが、このことはフランス陸軍の長所にかんするわれわれの見解をなんら変更するものではありません。仏陸軍は数に勝る敵軍にたいしてあれほどの勇気をしめされたのですから。」

## 使節団

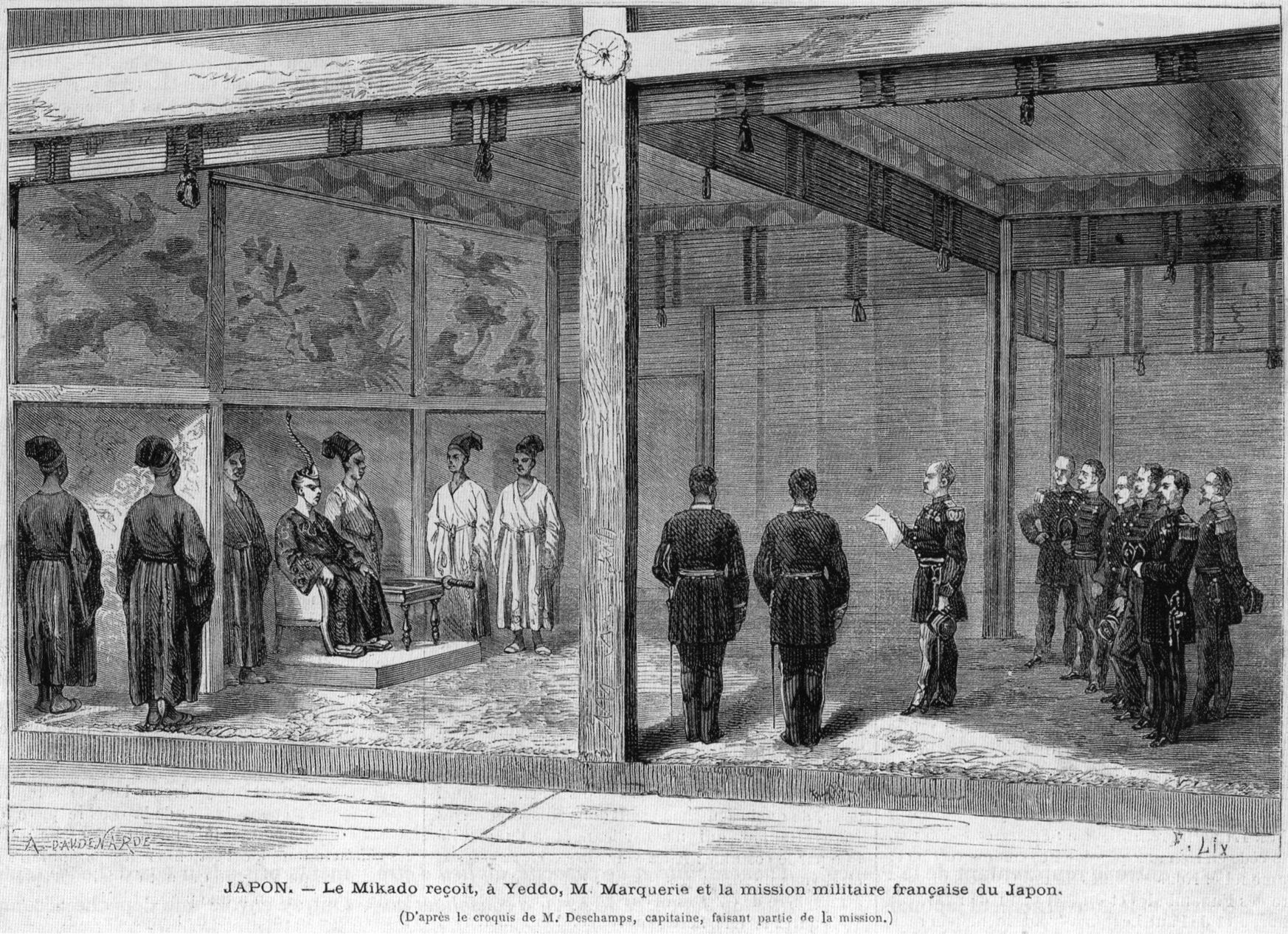
明治天皇による顧問団の歓迎式、1872年

顧問団は1872年5月に日本に到着した。団長はシャルル・アントワーヌ・マルクリー中佐（Charles Antoine Marquerie、1824年 – 1894年）であり、後にシャルル・クロード・ムニエール大佐 (Charles Claude Munier) に交代した。
顧問団は士官9人、下士官14人、軍楽隊責任者（ギュスターブ・シャルル・ダグロン、Gustave Charles Desire Dagron）、獣医師1名、および職人2名で構成されていた。著名な団員の一人に、工兵大尉であったルイ・クレットマン（Louis Kreitmann、1851年 – 1914年）がいた。クレットマンは後にエコール・ポリテクニークの学長になるが、日本で約500枚の写真を撮影しており、パリのコレージュ・ド・フランス「日本学高等研究所」 (Institut des Hautes Études Japonaises) に保管されている。
団員は3年契約で、月俸150円から400円で雇用された（なお、当時の太政大臣三条実美の月俸が800円、新卒の教員の月俸は5円であった）。

## 活動
顧問団の目的は、大日本帝国陸軍の再編と、1873年1月の徴兵令の施行を支援することであった。徴兵令では、満20歳の男子から抽選で3年の兵役（常備軍）とすることを定め、常備軍終了後は4年の後備軍とするものであった。
顧問団は、主として下士官を養成する陸軍教導学校で活動した。1872年から1880年にかけて、顧問団の指導のもとに、各種の学校等が設立された：

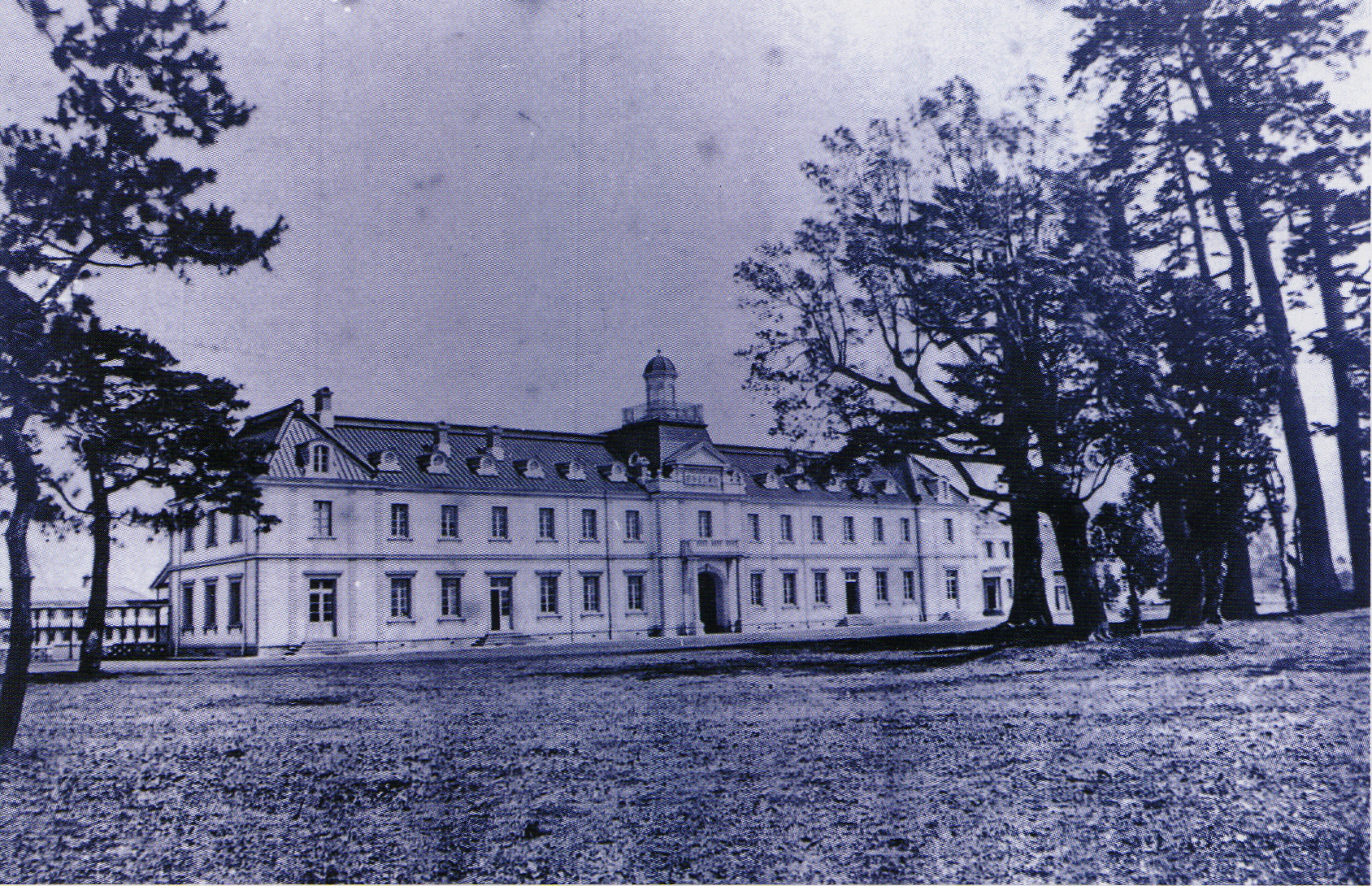
顧問団が設立した市ヶ谷陸軍士官学校（1874年撮影）

- 陸軍戸山学校（1873年）：士官・下士官を教育する学校としては最初のものであった。
- 射撃学校。
- 武器庫と東京砲兵工廠をフランス製の工作機械を設置により強化。2,500人の工員を雇用した。
- 東京近郊の砲台
- 火薬工場
- 市ヶ谷陸軍士官学校設立（1874年）。跡地は現在防衛省となっている。

1874年から残りの期間にかけては、沿岸防御の充実に重点がおかれた。
顧問団の滞在当時、日本国内では反政府の機運が高まっており、1877年には西郷隆盛による西南戦争が勃発した。顧問団は陸軍の近代化に多大な貢献をし、徴兵制に基づく陸軍がこれら士族反乱に対応できるまでになった。

## 主な顧問団メンバー

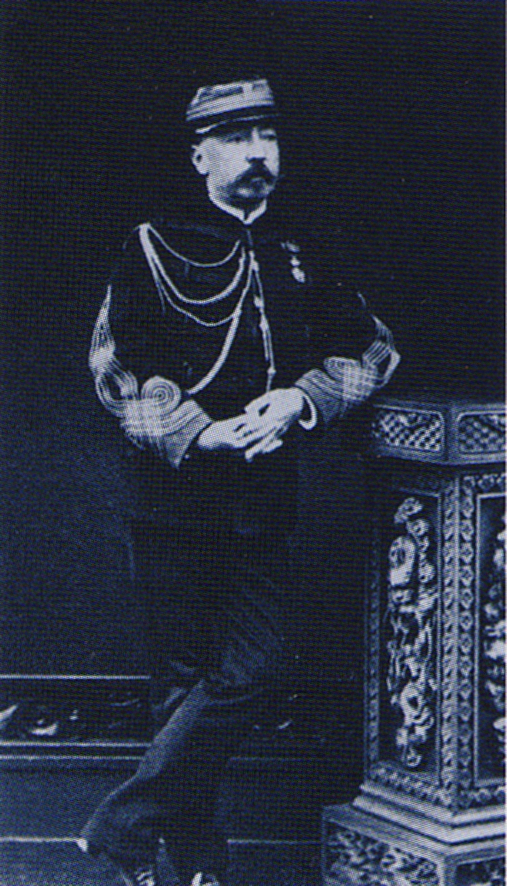
途中から顧問団の団長を務めた、ムニール大佐。1874年撮影

- アルマン・ピエール・アンドレ・エシュマン歩兵大尉（Armand Pierre André Echeman、1872年4月11日 – 1875年1月18日）。軍事訓練、射撃、体力トレーニングおよび理論。
- ジョセフ・アウグスト・クロ歩兵少尉（Joseph Auguste Cros、1872年4月11日 – 1876年2月29日）。軍事訓練、射撃、体力トレーニングおよび理論。
- フロンソア・ジョセフ・デュクロ歩兵軍曹（François Joseph Ducros、1872年5月26日 – 1877年4月10日）。体力トレーニング指導。
- アレクサンドル・エチエン・ボーギン歩兵中尉（Alexandre Étienne Bouguin、1875年10月29日 – 1879年12月31日）。射撃理論

## 参考資料
- "Deux ans au Japon, 1876–1878", Louis Kreitmann
- コレージュ・ド・フランス日本学高等研究所, フランス国立科学研究センター日本文明研究所, ニコラ・フィエヴェ, 松崎 碩子、共著『フランス士官が見た近代日本のあけぼの―ルイ・クレットマン・コレクション』アイアールディー企画 （2005年）ISBN 978-4901061100
- クリスチャン・ポラック『絹と光―知られざる日仏交流一〇〇年の歴史』 アシェット婦人画報社（2002年）ISBN 9784573062108
- Chronologie des Relations Cultures Entre la France et le Japon, 1549–1949, Nishibori Akira, 1984
- "Étienne de Villaret" in VU! magazine, Christian Polack
- Japan's Intercourse with France in the Early Stage, Nishibori Akira, 1984
- 『陸軍教育史』、1913年
- 木下秀明著『陸軍戸山学校の体育1』オリンピック，21: 6–9
- 木下秀明著『経歴からみた戸山学校の教官構成』Japanese Society of Physical Education (30), 106, 1979-10
- 木下秀明著『質問紙の史料価値についての検討』日本大学人文科学研究所研究紀要：25,1981年,16
- 木下秀明著『戸山学校学生数に関する研究』桜門体育学研究：第13 集（1978）
- "L'ingénieur général du génie maritime Louis, Emile Bertin 1840–1924 créateur de la marine militaire du Japon à l'époque de Meiji Tenno", Hervé Bernard, 2007
- "Ambassadeur au pays du Soleil Levant dans l'ancien Empire du Japon", Hervé Bernard, 2007